# Betar Illit
Beitar Illit (in ebraico  ביתר עלית‎?) è un insediamento israeliano a ovest di Gush Etzion in Palestina.
Situato a 10 chilometri (6,2 miglia) a sud di Gerusalemme, Beitar Illit è stato istituito nel 1985 su un terreno appartenente agli abitanti dei villaggi palestinesi di Nahaleen, Husan e Wadi Fukin. La città si è estesa a tre colline adiacenti.
La comunità internazionale considera gli insediamenti israeliani in Cisgiordania illegali secondo il diritto internazionale umanitario, anche se il governo israeliano lo contesta.